# Paratilapia polleni
Paratilapia polleni es una especie de peces de la familia Cichlidae en el orden de los Perciformes.
La Paratilapia polleni es un pez cíclido de tamaño medio de Madagascar.  Fue descrita por primera vez en 1868 por el ictiólogo holandés PieterBleekeri. En 1882, fue descrita una segunda especie por Bleekeri, pero ahora se sabe que es un sinónimo de P. polleni. A veces se conoce por el nombre común, Polleni cíclido y Diamante negro cíclido, mientras que el nombre Marakely (pescado negro) se utiliza entre los habitantes locales en Madagascar. Tiene una distribución relativamente pequeña y está sometido a la pérdida de su hábitat. En consecuencia, es considerada una especie vulnerable por la Unión Internacional para la Conservación de la Naturaleza (IUCN por sus siglas en inglés).  Se encuentra con mayor frecuencia en el acuario de aficionados.

## Morfología
Los machos pueden llegar alcanzar los 28 cm de longitud total.
La P. polleni es un pez con cuerpo lateralmente comprimido. Como la mayoría de los cíclidos, se parecen su forma a un pezPerca, de allí, la de designación taxonómica Perciformes - 'como perca’. Los machos en cautiverio desarrollan una joroba en la nuca, una capa de grasa por encima de los ojos, aunque no en el mismo grado que otros cíclidos africanos similares, tales como la Cyphotilapiafrontosa y Tilapias de África. Las P. polleni adultos y los sub-adultos dominantes son totalmente negros, cubiertos con manchas brillantes de irisdencias que cambia del color dorado a azul dependiendo de la circulación de los peces y el ángulo de la luz, los ojos son un color amarillo brillante. El macho P. polleni puede llegar a casi 30 cm (12 pulgadas) de longitud; las hembras usualmente, crecen la mitad de ese tamaño. Para los individuos sexuados se hace más fácil a medida que maduran. Además, los machos tienden a tener aletas pélvicas largas y agudas y el borde de las aletas dorsales y anales son a menudo recto en los machos y más redondeado en las hembras. Entre los aficionados se dice a menudo que las hembras, aunque más pequeñas son más bellas en su patrón de coloración. Hay dos variedades de colores en la P. polleni; la 'gran mancha' y el 'pequeño punto'.  Los adultos de ambos sexos mostrarán la coloración más fuerte durante el cortejo y el desove. Entre los aficionados de los Cíclidos hay cierta confusión sobre los nombres de estas dos variedades, entre los individuos de gran manchaalgunas veces referidos erróneamente como sinónimo de los pequeños punto P.bleekeri.  Los individuos más jóvenescon una longitud de menos de 3 cm (1 pulgada) son de color gris marrón.

## Hábitat
Es una especie de clima tropical que vive entre 24 °C-28 °C de temperatura.
Naturalmente, el P.polleni habita un sinnúmero de ríos y arroyos asociados en el norte de Madagascar, incluyendo los alrededores de la ciudad de Andapa, de donde se extrajeron la mayoría de los individuos exportados para el comercio del acuario en los últimos años. Es un pez omnívoro y ocasionalmente un piscívoro (animal carnívoro que se alimenta principalmente de peces)oportunista,que se acerca a los peces más pequeños a hurtadillas, con su coloración oscura, dándoles una ventaja. Un P. polleni observado mientras cazaba en el acuario se colocó por debajo de los peces más pequeños durante las horas previas del amanecer y aspiro a su boca al pez más pequeño usando el típico "efecto de succión' del cíclicos causado por abrir rápidamente sus bocas. Así, cautelosos y camuflados son capaces cazar de peces que de lo contrario no sería capaces de atrapar. En Madagascar, P. polleni es un pez consumibley como muchos peces cíclidos en muchas regiones, tienen la reputación de tener un buen sabor.

## Distribución geográfica
Se encuentran en África: Madagascar.

## En el acuario
Los P. polleni son de temperatura y pH tolerante, y razonablemente resistente y asustadizo. Como tal, es un pez ideal para acuarios si se da el entorno adecuado y los compañeros de tanque para un cíclido de tamaño medio agresivo. Comen alimentos comerciales de peces, como copos, gránulos, congelados y similares. El P. polleni muestra el mismo tipo de comportamiento 'inteligente' comunes a otros cíclidos, que pueden ser entrenados para comer de la mano y reconocer y acercarse a su propietario (y a menudo retirarse de una persona desconocida).[cita necesaria] en el acuario, los P. polleni son cautelosos y fácilmente pasan mayormente desapercibidos que muchos de los cíclidos más fácilmente disponibles, pero por lo contrario son adaptable a la vida de acuario. El P. polleni es agresivo hacia sus congéneres, especialmente si un enlace de pares se desarrolla. El enlace de pares entre varones y hembras es esporádica y fácilmente roto. Si esto sucede, la hembra puede estar en riesgo de peligro si no desaparece la agresión del macho. A pesar de estas cualidades, el P. polleni no es bien conocido en el comercio de acuario, aunque esto está empezando a cambiar. Si presentan coloración completa, individuos no dominantes y sub-dominante de cualquier tamaño a menudo sufrirán agresiones de individuosalfa. Por esta razón, generalmente sólo hay uno o dos individuos totalmente de colores en un acuario con muchos especímenes. Estos rasgos pueden contribuir a la relativa oscuridad de P. polleni en el acuario
El P. polleni está entre el rango de los cíclidos africanos más agresivos, comparables a los del Lago Malawi y los cíclidos de Tilapia. Algunas especies han llegado a matar a sus compañeros de tanque al llegar a la madurez, aunque como regla, el P.polleni tolera compañeros de tanque demasiados grandes para comer bastante bien. Es común el éxito de los desove en acuario.